# Îles Intérieures
Les îles Intérieures forment un archipel des Seychelles composé des îles qui, par opposition aux îles Extérieures, se trouvent sur le plateau des Mascareignes. C'est le cas des îles de Mahé, Praslin, la Digue et des îles environnantes qui sont d'origine granitique car détachées du continent africain et non coralliennes comme les atolls des îles Extérieures qui reposent sur les fonds abyssaux de l'océan Indien.

## Formation
Les îles Intérieures des Seychelles sont apparues à la suite d'une dérive continentale, il y a 200 millions d’années, qui les a détachées du supercontinent Gondwana.
41 îles granitiques forment le cœur de l’archipel. Elles sont les seules îles océaniques lointaines au monde à provenir d’une seule masse continentale, sans influence volcanique.
2 îles coralliennes, à 90 km au nord, constituent le reste des Îles intérieures.

## Répartition administrative
Les îles proches de Mahé et Praslin sont rattachées à certains des 22 districts de la première île et aux 2 districts de la seconde. Les autres îles forment un district particulier.
Districts de Mahé (Mont Fleuri, Port Glaud...)
- Mahé
- au Cerf
- Sainte Anne
- Conception
- Thérèse
- Moyenne
- Longue (en)
- Chauve Souris (en)
- aux Vaches (en) (marines)
- aux Rats (en)
- aux Souris (en)
- Anonyme (en)
- Cachée (en)
- Ronde (en)
- île d'Hodoul (en)
- Sèche (en)
- L'Islette (en)
- Grand Rocher (Harrison rocks)

Districts de Praslin (Grand'Anse et Baie Sainte Anne)
- Praslin

- Curieuse
- Cousin
- Cousine
- Ronde
- Aride
- Saint-Pierre (en)
- Chauve Souris (en)
- Booby (en) (aux foux)
- Roche Grand maman

District de la Digue et des îles intérieures
- La Digue

- Silhouette
- du Nord
- Marianne
- Îles Sœurs
  - Petite Sœur
  - Grande Sœur
- de Frégate
- de Denis
- aux Oiseaux

- Félicité

- aux Récifs

- Îles aux Cocos
  - aux Cocos
  - la Fouche
  - Plate
- Mamelle
- Zavé (Ave Maria)
- L'Îlot de Frégate

## Îles des ports de Mahé et Praslin

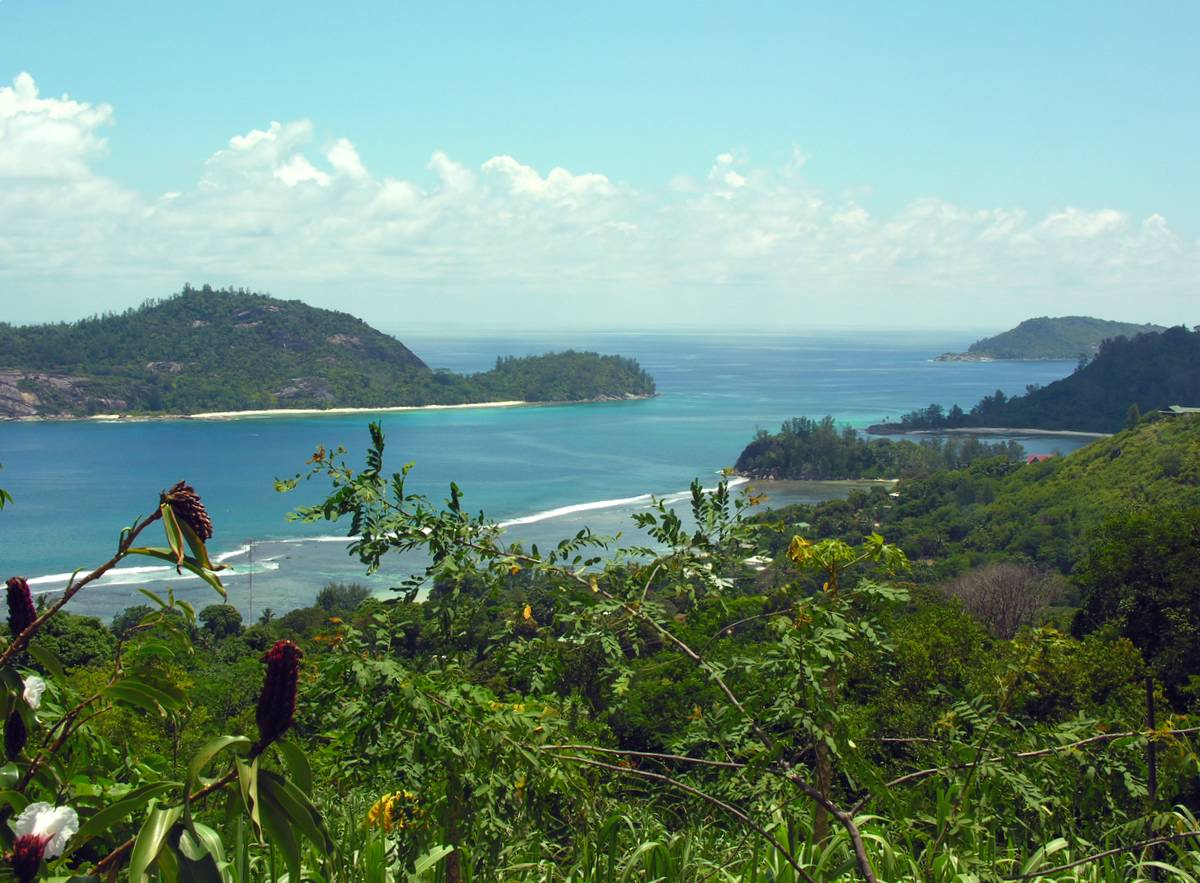
Vue de l'île de Mahé.

- Six îles artificielles ont vu le jour, dans les années 2000, dans la baie de Victoria à Mahé :
  - Eden Island
  - Île de Romainville
  - Port Island (en)
  - Perseverance Island (en)
  - Aurore Island (en)
  - Soleil Island (en))
- Île d'Hodoul, île également artificielle située à l'entrée du port de Victoria, créée au début du XIXe siècle  par Jean-François Hodoul (en) pour effectuer du carénage.

- Le port de Baie Sainte Anne à Praslin possède également une île artificielle :  Eve Island (en).